# Salinas (fiume)
Il Salinas (in inglese: Salinas River) è un fiume della California. Lungo circa 270 km scorre lungo la Salinas Valley e sfocia nell'Oceano Pacifico, nella Baia di Monterey, nei pressi della città di Marina.